# Bruno Soriano
Bruno Soriano Llido, född 12 juni 1984 i Artana är en spansk fotbollsspelare (mittfältare) i Villarreal CF. Han började sin karriär i Villareals B-lag 2004 och kom med i A-laget 2006.